# Bánk bán (Oper)
Bánk bán (dt.: Banus Bánk) ist eine Oper in drei Akten von Ferenc Erkel nach einem Libretto von Béni Egressy, das auf der Tragödie von József Katona basiert. Die Uraufführung erfolgte am 9. März 1861 im Nationaltheater Pest.

## Handlung
Im Jahr 1213 führt Andreas II. (ungarisch: II. Endre) Krieg in fernen Landen. Seine Gattin Gertrud, eine Ausländerin aus Meran, übernimmt während der Zeit seiner Abwesenheit die Regierungsgeschäfte und nutzt diese aus, um ihre Gefolgsleute mit Privilegien zu überhäufen. Die mit dieser Situation unzufriedenen ungarischen Edelleute schließen sich unter Leitung von Petur bán zusammen, um gegen ihre Fremdherrschaft zu rebellieren. Endres Palatin Bánk bán bereist unterdessen das Reich, während seine Ehefrau Melinda der Königin als Hofdame dient.

### Erster Akt
Festsaal im Königsschloss von Visegrád
Königin Gertrud feiert mit ihren Leuten ein großes Fest. Ihr Bruder Ottó, Herzog von Meran, prahlt dem deutschen Abenteurer Biberach gegenüber, Melinda verführen zu wollen. Die prunkhafte Veranstaltung verärgert die ungarischen Edelleute. Petur bán, der Anführer der Aufständischen, tritt an der Spitze seiner Leute ein und singt ein „Keserű bordal“, ein „Trinklied der Bitterkeit“. Er erinnert die Anwesenden an das Elend des Volks. Petur hat bereits einen Boten zu Bánk geschickt, um ihn aufzufordern, nach Hause zu kommen und das Land zu retten. Ottó unternimmt einen ersten Versuch, sich Melinda zu nähern, wird aber von ihr zurückgewiesen. Gertrud und Biberach necken ihn deswegen. Biberach, der insgeheim plant, Gertrud vom Thron zu stoßen, will Ottós Schwäche für seine eigenen Ziele ausnutzen. Ottó teilt den Anwesenden mit, dass ein Gesandter des Königs von einem großen Sieg der ungarischen Armee berichtet habe. Alle bringen ein „Vivat“ auf den König aus. Petur unterrichtet den inzwischen eingetroffenen Bánk über die Verschwörung. Bánk verspricht, in der folgenden Nacht zur Versammlung der Rebellen zu kommen. Petur nennt ihm das Codewort: „Melinda“. Biberach weist ihn darauf hin, dass die Ehre seiner Frau am Hof gefährdet sei. Es folgen ein deutscher und ein ungarischer Tanz (Csárdás).
Treppenhalle im Königsschloss
Erneut bemüht sich Ottó vergeblich, Melinda durch Liebesbeteuerungen für sich zu gewinnen. Er erinnert sie daran, wie freundlich sie ihn aufgenommen hatte, als er aus politischen Gründen nach Ungarn fliehen musste. Biberach nutzt die Gelegenheit, seine Intrige weiterzuspinnen und holt Bánk hinzu, der seine Frau in einer verfänglich scheinenden Situation antrifft. Melinda verweist sofort auf die Unterschiede zwischen ihrem stolzen Mann, der nie vor ihr gekniet hatte, und dem jämmerlich flehenden Ottó. Sie zieht sich zurück. Biberach rät Ottó, Melinda um Vergebung zu bitten und zu behaupten, dass er ihre Treue zu Bánk nur auf die Probe stellen wollte. Er selbst werde dafür sorgen, dass ihn die Königin persönlich in Melindas Zimmer führen werde. Er gibt ihm ein Liebespulver für Melinda und ein Schlafmittel für die Königin mit. Damit kann Ottó doch noch zu seiner Liebesnacht kommen.
Bánk ban sorgt sich um die Ehre seiner Frau. Außerdem ist das Land durch die Fremdherrschaft bedroht. Er fleht Gott um Weisheit an, die richtigen Entscheidungen treffen zu können. Als Biberach ihm rät, die Königin zur Rede zu stellen, erkennt Bánk, dass diese die Schuld an all den Problemen trägt. Er will zum König gehen, um ihn auf die Machenschaften seiner Frau hinzuweisen. Doch Biberach rät ab: Eine Krähe werde der anderen kein Auge aushacken. Eher werde das Königspaar Bánk selbst opfern und heimlich ermorden lassen. Bánk erkennt, dass er eine andere Lösung wählen muss.
Festsaal
Die Königin verabschiedet sich von ihren Festgästen. Melinda teilt ihr mit, dass sie sich nicht mehr sicher fühle und bittet sie, bleiben zu können. Gertrud gestattet es, fühlt sich durch Melindas Worte aber insgeheim verhöhnt.

### Zweiter Akt
Vorhof des Königsschlosses mit Blick auf die Donau
Bánk schwört sich, seinem Vaterland in der Not beizustehen, auch wenn er sich dadurch selbst in Gefahr bringen sollte (Arie: „Hazám, hazám, te mindenem!“ – „O Land, so lieb, mein Vaterland!“). Der Bauer Tiborc erzählt ihm von den Repressalien durch die Königin. Unfähig, seinen Lebensunterhalt noch länger auf ehrliche Weise bestreiten zu können, bleibe ihm bald nur noch die Wahl, unter die Räuber zu gehen. Er bittet Bánk um Hilfe. Als Bánk eine Narbe auf Tiborcs Stirn bemerkt und danach fragt, erzählt Tiborc, dass er sie vor längerer Zeit erhalten habe, als er Bánk in einer Schlacht vor einem Venezianer verteidigen wollte. Bánk erkennt, dass er Tiborc sein Leben verdankt.
Biberach teilt Bánk mit, dass Ottó Melinda vergewaltigt habe. Diese selbst kommt zitternd hinzu und fleht Bánk an, sie zu töten. Doch solle er ihren gemeinsamen Sohn verschonen. Bánk liebt seine Frau zu sehr, als dass er ihr eine Schuld an ihrem Unglück geben könnte. Er bittet Tiborc, sie und das Kind in seine Heimat in Sicherheit zu bringen und verspricht, bald nachzukommen.
Gertruds Gemach im Königsschloss
Bánk ist in Gertruds Zimmer eingedrungen. Die Königin verlangt Aufklärung über sein Verhalten. Die Konfrontation der beiden eskaliert. Gertrud erinnert Bánk daran, dass sie seine Herrscherin und er ihr Lehnsmann ist. Bánk lässt sich nicht einschüchtern, sondern wirft ihr ihre eigenen Vergehen vor. Sie zieht schließlich ihren Dolch, um sich seiner zu entledigen. Bánk gelingt es jedoch, ihn ihr zu entreißen und tötet sie. Da Gertrud noch um Hilfe rufen konnte, erscheinen Ottó und weitere Höflinge. Das Volk bittet Gott um Beistand für das Land (Gebetschor).
Im Klavierauszug von 1895 folgt an dieser Stelle ein Orchestermarsch. Anschließend befragt ein Offizier die Anwesenden über den Mord, den jedoch alle leugnen. Auch der König erscheint, gibt sein Entsetzen zu erkennen und fordert Aufklärung. Er droht mit Rache.

### Dritter Akt
Am Ufer der Theiß

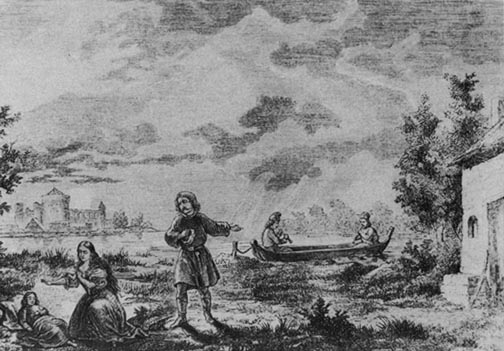
Dritter Akt, Am Ufer der Theiß, 1861

Auf ihrer Flucht sind Tiborc und Melinda mit dem Kind bis an das Ufer der Theiß gelangt. Die Nacht bricht an, und ein Gewitter naht. Melinda ist seelisch zusammengebrochen. Sie redet unsinnig, scheint ihre Lage nicht mehr zu begreifen und singt ihrem Sohn ein Schlaflied über ein Vogelpaar. Als endlich der Kahn kommt, ist sie nicht bereit für die Überfahrt, zumal sie Stimmen davor warnen. Sie vermeint Klänge zu hören, die sie in ein himmlisches Land locken, und wirft sich mit dem Kind in den Fluss.
Thronsaal. Im Hintergrund eine durch einen bodenlangen Vorhang abgetrennte Kammer

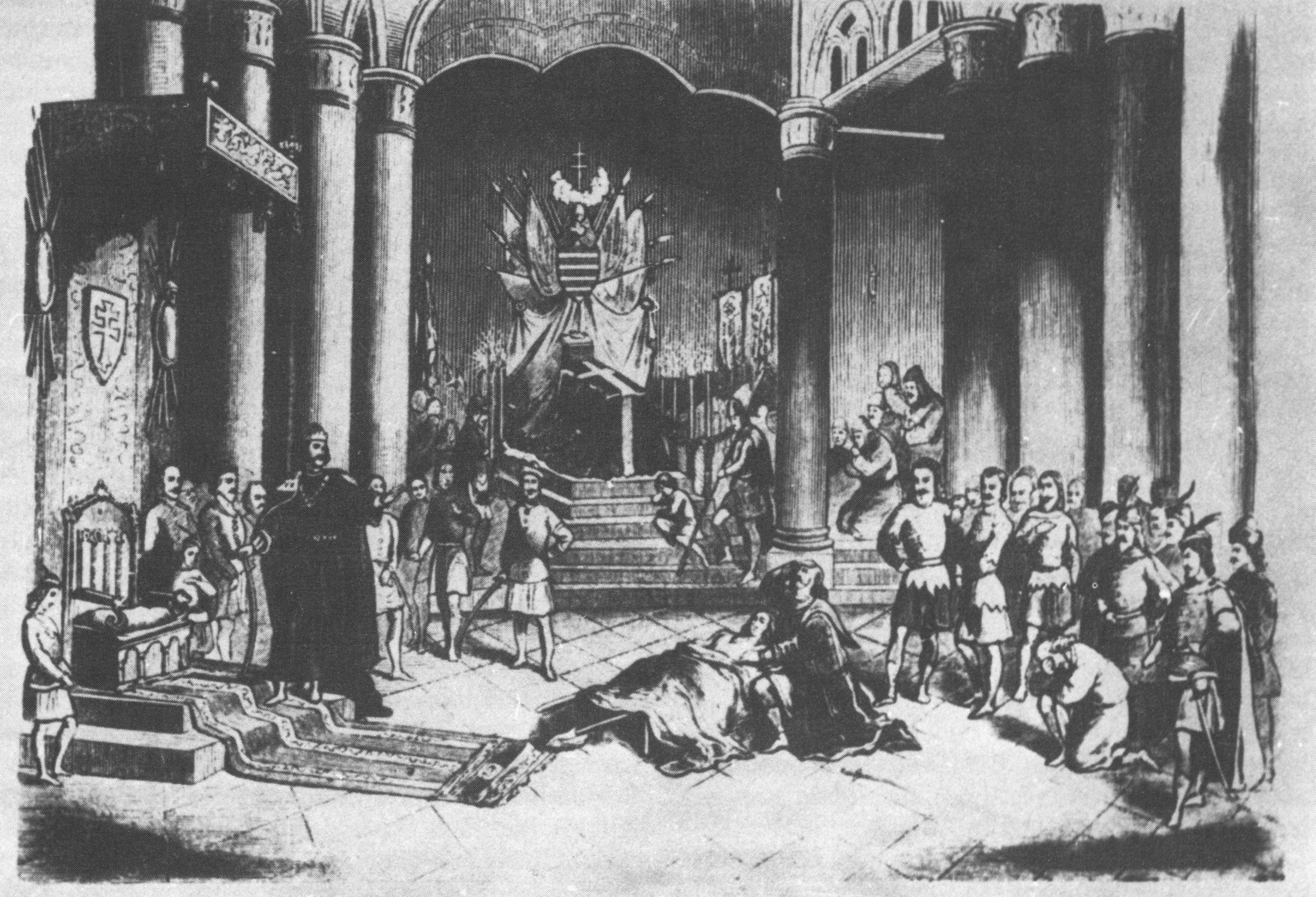
Dritter Akt, Thronsaal, 1861

Im Halbdunkel sitzt der aus dem Krieg zurückgekehrte König II. Endre auf einem der beiden Throne. Der andere ist unbesetzt. Hofstaat und Mönche bitten Gott um Frieden für die Seele der toten Königin. Der König beschuldigt die ungarischen Edelleute der Tat. Er lässt den Vorhang zurückziehen, um den Blick auf die von ihren Kindern und Pagen umgebene Bahre der Königin freizugeben. Die Adligen leugnen jedoch, den Mord begangen zu haben. Da tritt Bánk herein, wirft sein Rangabzeichen von sich und erklärt, die Tat begangen zu haben. Angesichts der Verbrechen Gertruds hätte jeder patriotisch denkende Ungar so gehandelt. Als der König ihn festnehmen lassen will, besteht Bánk darauf, dass nur das Volk über ihn richten könne. Endre fordert ihn wütend zum Duell. Doch da erscheint Tiborc mit einigen Bauern, welche die tote Melinda und das Kind hereintragen. Bánk bricht gebrochen zusammen. Er fleht zu Gott, ihn ebenfalls sterben zu lassen. Alle knien erschüttert nieder, und die Oper endet mit einem kurzen Trauerchor.

## Gestaltung

### Instrumentation
Die Orchesterbesetzung der Oper enthält die folgenden Instrumente:
- Holzbläser: zwei Flöten, zwei Oboen, Englischhorn, zwei Klarinetten, zwei Fagotte
- Blechbläser: vier Hörner, zwei Trompeten, drei Posaunen, Tuba
- Pauken, Schlagzeug: Triangel, Kleine Trommel, Große Trommel, Zymbal, Becken, Glockenspiel
- Harmonium, Harfe
- Viola d’amore
- Streicher

### Musiknummern
Die Fassung des Klavierauszugs von 1895 unterscheidet sich deutlich von der heute üblicherweise gespielten Fassung von 1939. Zusätzliche Szenen gibt es am Anfang und Ende des ersten Akts und zu Beginn des dritten Akts. Es fehlt dagegen die Szene des ersten Akts, in der Bánk von Petur über die Verschwörung unterrichtet wird. Der Klavierauszug enthält die folgenden Musiknummern:
Erster Akt
- Vorspiel
- Einleitung und Chor
- Rezitativ und Trinklied (Petur und Chor)
- Rezitativ und Ensemble (Königin, Melinda, Ottó, Petur, Biberach und Chor)
- Rezitativ und Chor
- Ballett:
  - a) Deutscher Tanz
  - b) Ungarischer Tanz (Csárdás)
- Duett, später Terzett (Melinda, Ottó, Biberach)
- Szene (Ottó, Biberach)
- Szene des Bánk bán (Bánk, Biberach)
- Finale (Gertrud, Melinda, Ottó, Petur, Chor)

Zweiter Akt
- Einleitung und Szene des Bánk (Biberach, Bánk)
- Duett (Bánk, Tiborc)
- Duett (Melinda, Bánk)
- Duett (Königin, Bánk)
- Chor und Gebetchor
- Marsch
- Rezitativ, Arie des Königs und Finale

Dritter Akt
- Einleitung und Theissszene

Verwandlung
- Finale (König, königlicher Offizier, Bánk, Tiborc, Chor)

### Musik
Um der Oper ein ungarisches Ambiente zu geben, integrierte Erkel einige traditionelle ungarische Elemente wie den Werbetanz (Verbunkos), den Csárdás oder volkstümliche Lieder wie das Wiegenlied Melindas. Die Musik der Ausländer wie Ottó oder Biberach dagegen orientiert sich stilistisch an der italienischen Oper. Zu den ungarischen Bestandteilen zählt auch die Verwendung des Zymbals, das hier vermutlich zum ersten Mal in einer Oper auftaucht.
Erkel entwickelte in Bánk bán seinen eigenen Musikstil, der in einigen Stellen kammeropernhaft wirkt. Dazu zählt beispielsweise die Szene am Flussufer im zweiten Akt, in deren volkstümlichen Instrumentalensemble neben dem Zymbal auch eine Viola d’amore mitspielt. In den großen Szenen dagegen entfaltet sich eine überaus starke Dramatik. Insgesamt hat das Orchester eine große Bedeutung in der Oper. Es steuert nicht nur die musikalischen Themen der einzelnen Charaktere bei, sondern nimmt auch aktiv an der dramatischen Handlung teil.
Das „Trinklied der Bitterkeit“ am Anfang des ersten Akts hatte Erkel bereits vor der Oper komponiert. Dessen Text stammt von Mihály Vörösmarty.

## Werkgeschichte

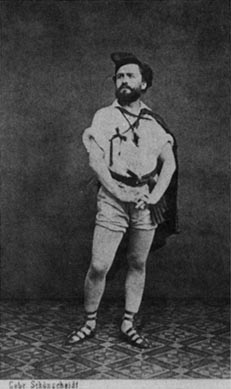
József Ellinger in der Titelrolle

Der Komponist Ferenc Erkel setzte sich als Chefdirigent des Nationaltheaters Pest intensiv für die Entwicklung einer nationalen Oper ein. Seine Stoffe behandeln daher bevorzugt Themen der ungarischen Geschichte und den Kampf um die Unabhängigkeit. In diesen Zusammenhang gehört auch der Bánk bán, den er nach Niederschlagung der Ungarischen Revolution 1848/1849 anging. Das Libretto der Oper stammt von Béni Egressy. Es basiert auf der gleichnamigen Tragödie von József Katona (1815), die nach 1849 für mehrere Jahre verboten worden war. Im Zentrum der Handlung aus dem 13. Jahrhundert steht der Kampf gegen die Entrechtung des ungarischen Volks. Egressy schrieb das Libretto wahrscheinlich kurz vor seinem Tod im Jahr 1851. Denselben Stoff hatte zuvor bereits der österreichische Schriftsteller Franz Grillparzer in seinem 1828 uraufgeführten Trauerspiel Ein treuer Diener seines Herrn verarbeitet.
Erkel komponierte die Musik mit Unterbrechungen zwischen 1850 und 1860. Bei der Uraufführung am 9. März 1861 im Nationaltheater Pest sangen unter der Leitung des Komponisten Louis [Lájos] von Bignio (II. Endre), Zsófia Hofbauer (Gertrud), Albert Telek (Ottó), József Ellinger (Bánk bán), Cornélia Hollósy (Melinda), Karóly Köszeghy (Petur bán), Mihály Füredy (Tiborc). Die Oper wurde sofort ein großer Erfolg, und Erkel wurde landesweit gefeiert – was auch als politische Demonstration gedeutet werden konnte.
Schon in den nächsten Jahren gab es Produktionen in mehreren anderen ungarischen Städten, darunter 1866 in Kolozsvár (heute Cluj-Napoca in Rumänien), Nagyvárad (heute Oradea in Rumänien), Arad (heute in Rumänien), 1872 in Debrecen, 1877 in Székesfehérvár, Pozsony (heute Bratislava in der Slowakei) und Veszprém, 1881 in Pécs und 1882 in Sopron. Der Erfolg in Ungarn erwies sich als dauerhaft. Bis 1990 gab es allein in Budapest 900 Aufführungen. Im Ausland dagegen wurde Bánk bán kaum bekannt. Es gab Planungen für eine Aufführung in Wien, die aber vermutlich wegen der nationalen Stellung des Werks nicht zustande kam.
1939 wurde eine neue Fassung der Oper erstellt. Kálmán Nádasdy und Gusztáv Oláh schrieben ein neues Libretto, das sich enger an der Vorlage Katonas orientierte. Nándor Rékai passte die Musik an den neuen Text an und strich dabei etliche Teile der Partitur. Diese Fassung setzte sich durch. Weitere kleinere Änderungen an der ersten Szene des dritten Akts nahm Jenő Kenessey 1953 vor. Im Ausland wurde jedoch weiterhin die Fassung von 1939 gespielt. 
Erst 1955 fand in Dessau die deutsche Erstaufführung der Oper statt – in einer deutschen Fassung von Willy Bodenstein und Heinz Röttger. Im selben Jahr gab es Produktionen in Opava (auf Tschechisch) und Nowosibirsk (auf Russisch), 1958 im Moskauer Nemirowitsch-Dantschenko-Musiktheater (als Gastspiel der Budapester Oper), 1959 im Bolschoi-Theater (auf Russisch) und in Helsinki (auf Finnisch), 1960 in Gent (auf Flämisch) und 1968 im Collegiate Theatre in London (auf Englisch).

## Aufnahmen
- 1961(?) – Vilmos Kolmor (Dirigent), Orchester und Chor der Ungarischen Nationaloper.
 László Jambor (II. Endre), Rózsi Delly (Gertrud), László Kulkei (Ottó), József Jovicky (Bánk bán), Júlia Osváth (Melinda), Janos Fodir (Petur bán), György Melis (Biberach), György Radnai (Tiborc).
 Studio-Aufnahme.
 Hungaroton HLPX 150-2 (3 LP).[6]:4645
- 1969 – János Ferencsik (Dirigent), Budapest Philharmonic Orchestra, Hungarian Radio and Television Chorus.
 Sandor Nagy (II. Endre), Erzsébet Komlóssy (Gertrud), József Réti (Ottó), József Simándy (Bánk bán), Karola Ágai (Melinda), András Faragó (Petur bán), Laszlo Polocz (Biberach), György Melis (Tiborc).
 Studio-Aufnahme; gekürzte Fassung von N. Nádasdy und N. Rékai.
 Hungaroton HCD 11376-77 (2 CD), Hungaroton LP: LPX 11376-78, Hungaroton MK 11376-77 (2, MC).[6]:4646
- 12./22. September 1993 – Géza Oberfrank (Dirigent), Budapester Sinfoniker, Ungarischer Festivalchor.
 János Gurbán (II. Endre), Éva Marton (Gertrud), Tamás Daróczi (Ottó), András Molnár (Bánk bán), Ingrid Kertesi (Melinda), Mihály Kálmándi (Petur bán), Csaba Airizer (Biberach), István Gáti (Tiborc).
 Erste Aufnahme der Erstfassung nach dem Originalmanuskript.
 Alpha Line Studio.[7]
- 2002 – Tamás Pál (Dirigent), Csaba Káel (Inszenierung), Orchestra for Hungarian Millennium, Hungarian National Chorus, Honvéd Male Chorus.
 Kolos Kováts (II. Endre), Éva Marton (Gertrud), Denes Gulyas (Ottó), Attila Kiss (Bánk bán), Andrea Rost (Melinda), Sándor Sólyom-Nagy (Petur bán), Attila Reti (Biberach), Lajos Miller (Tiborc).
 Filmfassung: Budapest Film BU-03-19 (DVD).
 CD: Warner Classics 2564674364 (2 CD).[6]:4648
- 2018 – Balázs Kocsár (Dirigent), Attila Vidnyánszky (Regie), Oleksandr Bilozub (Bühne), Viktória Nagy (Kostüme), Árpád Könczei (Choreografie).
 Marcell Bakonyi (II. Endre), Ildikó Komlósi (Gertrud), Péter Balczó (Ottó), Levente Molnár (Bánk bán), Zita Szemere (Melinda), Zsolt Haja (Petur bán), Lajos Geiger (Ritter von Biberach), Kolos Kováts (Tiborc), Gergely Irlanda (ein Ritter).
 Video; live aus der Ungarischen Staatsoper Budapest; Kombination aus Erst- und Zweitfassung.
 Videostream bei Operavision.[8]